# Donald Dell

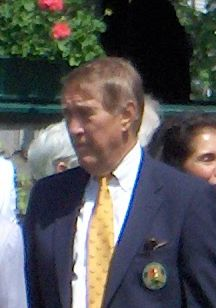
Donald Dell

Donald Dell (* 17. Juni 1938 in Bethesda, Maryland) ist ein ehemaliger US-amerikanischer Tennisspieler, Davis-Cup-Kapitän und Spielervermittler.

## Leben
Dell machte seinen ersten Abschluss 1960 in Yale, beendete 1964 an der University of Virginia sein Studium der Rechtswissenschaft und arbeitete in den Jahren 1967 und 1968 bei der Anwaltskanzlei Hogan & Hartson. Er ist der Vizepräsident der International Tennis Hall of Fame, in die er 2009 aufgenommen wurde. Dell gehörte außerdem zu den drei Gründungsmitgliedern der Association of Tennis Professionals (ATP).

### Tenniskarriere
Donald Dell begann seine aktive Tenniskarriere an der Yale University. In den Jahren 1961 und 1963 spielte er für das amerikanische Davis-Cup-Team und war 1968 und 1969 Kapitän der siegreichen Mannschaft. 1961 erreichte er das Viertelfinale der US-amerikanischen Tennismeisterschaften (heute US Open). Seine einzige Finalteilnahme bei einem großen Turnier konnte er 1959 beim Cincinnati Masters verbuchen.

### Unternehmensgründung
Dell war einer der ersten professionellen Sport-Agenten. Er vertrat unter anderem Tennisspieler wie Arthur Ashe, Stan Smith, Jimmy Connors und Ivan Lendl in den Jahren 1975 bis 1985. 1970 gründete er gemeinsam mit Frank Craighill in Washington, D.C. ProServ, die erste Sport-Management-Firma. Seine Klienten dominierten die ATP-Tour über viele Jahre hinweg. ProServ und der damals junge Agent David Falk vertraten auch Basketballspieler wie Michael Jordan, Patrick Ewing und John Lucas. Donald Dells Firma wurde, nach seinen Ausstieg als Vorsitzender 1997, im Jahr 1999 von der SFX Sports Group übernommen.